# هور جون (مجموعه تلویزیونی)
هور جون (انگلیسی: Hur Jun; کره‌ای: 허준) یک مجموعه تلویزیونی کره جنوبی سال ۱۹۹۹ دربارهٔ زندگی هو جون، پزشک دوره پادشاهی چوسان است. این مجموعه از ۲۲ نوامبر ۱۹۹۹ تا ۲۷ ژوئن ۲۰۰۰ از ام‌بی‌سی برای ۶۴ قسمت پخش شد و به رکورد آمار بینندگان ۶۴٪ دست یافت.